# Bucquoy
Pour les articles homonymes, voir Bucquoy (homonymie).
Bucquoy est une commune française située dans le département du Pas-de-Calais en région Hauts-de-France. Ses habitants sont appelés les Bucquoysiens. Sa population est de 1 506 habitants au recensement de 2022. La commune est membre de la communauté de communes du Sud-Artois.

## Géographie

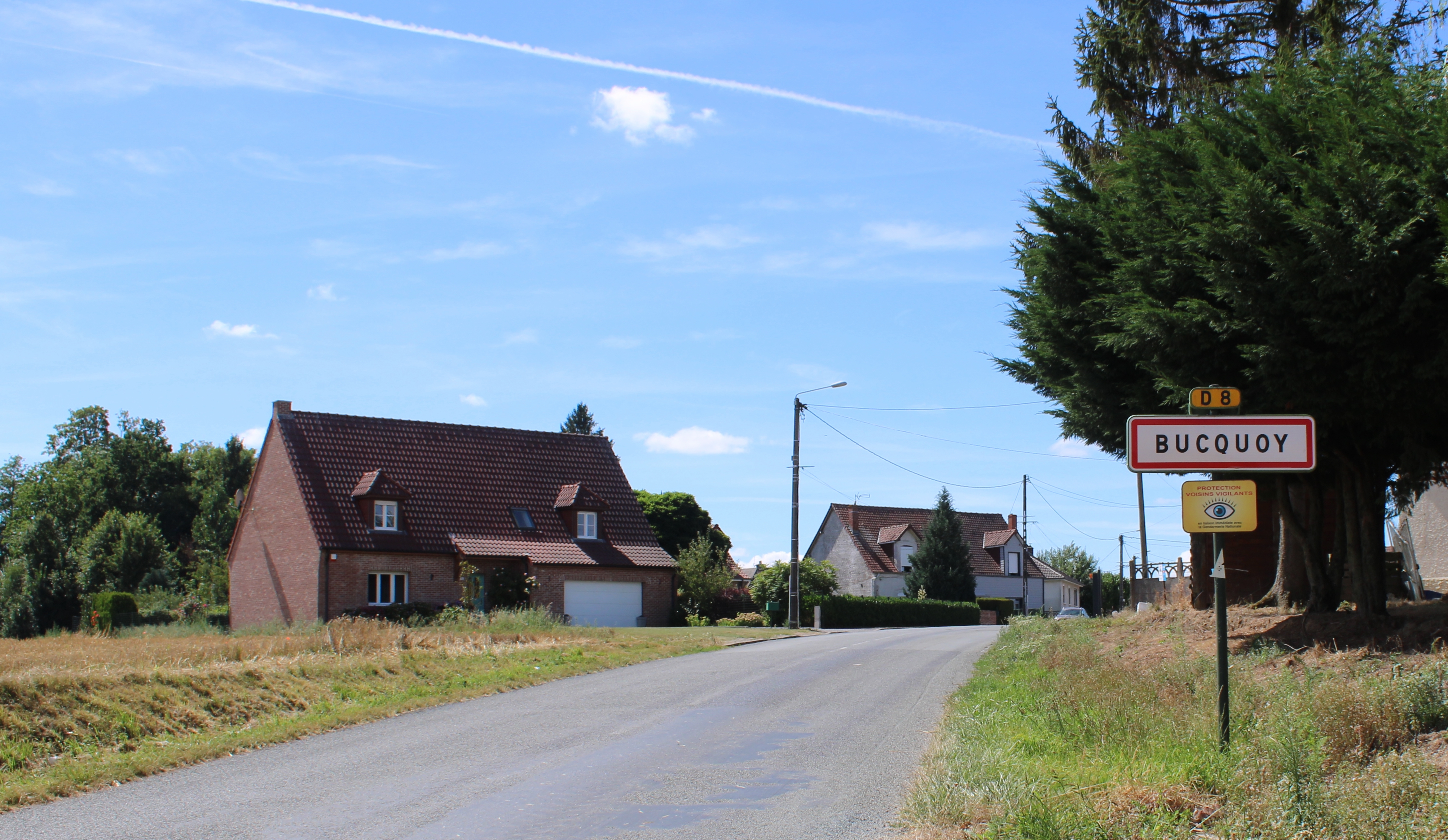
Entrée de la commune.

### Localisation
Localisée dans le sud-est du département du Pas-de-Calais et limitrophe du département de la Somme, Bucquoy est une commune située, à vol d'oiseau, à 11 km au nord-est de la commune de Bapaume et à 17 km au sud-ouest de la commune d’Arras (chef-lieu d'arrondissement et préfecture du Pas-de-Calais).
Le territoire de la commune est limitrophe de ceux de onze communes, dont une, Miraumont, dans le département de la Somme.
Les communes limitrophes sont Douchy-lès-Ayette, Monchy-au-Bois, Puisieux, Miraumont, Ablainzevelle, Achiet-le-Petit, Ayette, Foncquevillers, Gommecourt, Hannescamps et Hébuterne.

### Géologie et relief
La superficie de la commune est de 20,8 km2 ; son altitude varie de 105  à   154 m.

### Hydrographie

#### Réseau hydrographique
La commune est située dans le bassin Artois-Picardie. Elle est drainée par le Puisieux, d'une longueur de 1,35 km,,.

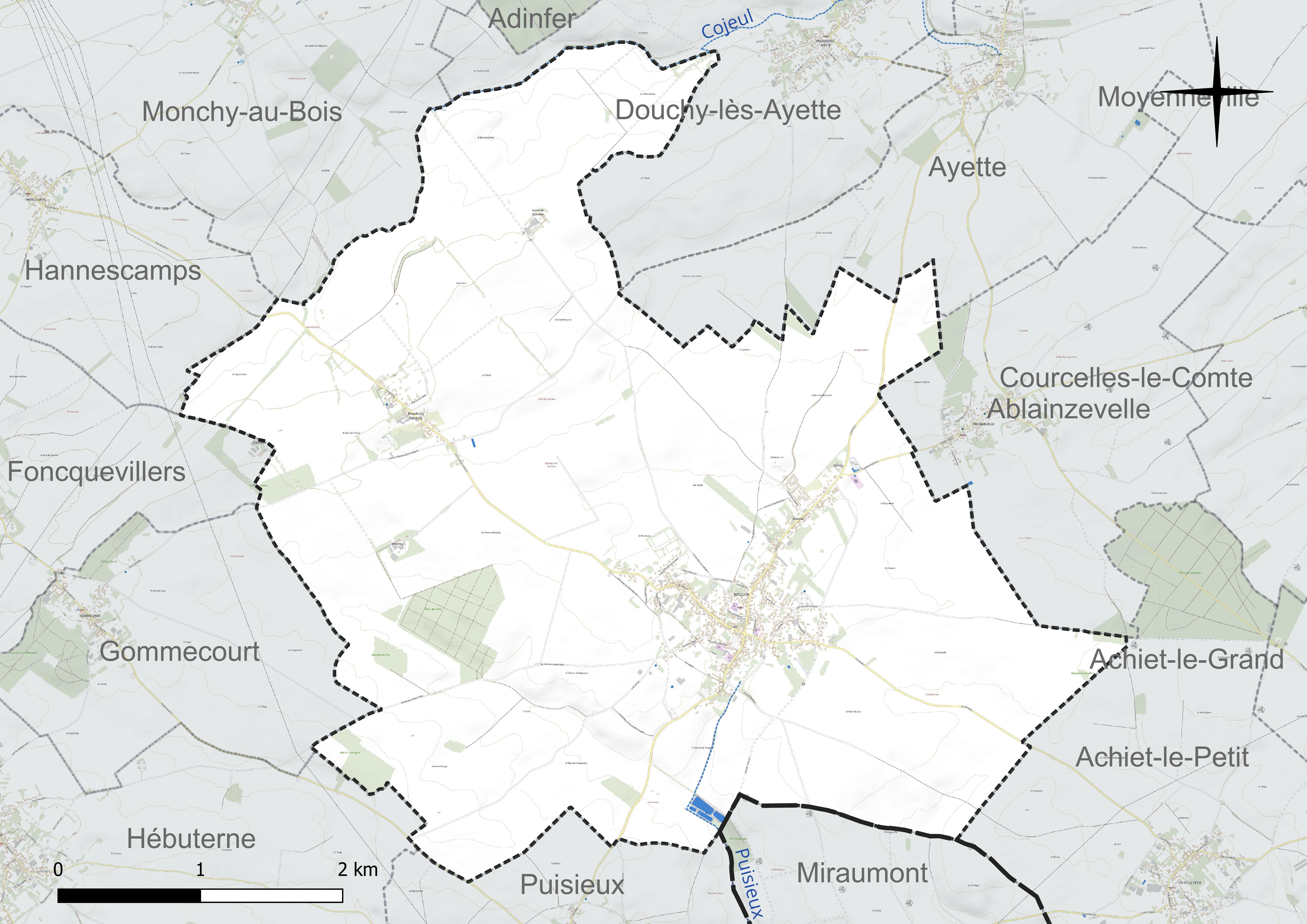
Réseau hydrographique de Bucquoy.

#### Gestion et qualité des eaux
Le territoire communal est couvert par le schéma d'aménagement et de gestion des eaux (SAGE) « Sensée ». Ce document de planification concerne un territoire de 857 km2 de superficie, délimité par le bassin versant de la Sensée. Le périmètre a été arrêté le 14 janvier 2023 et le SAGE proprement dit a été approuvé le 21 février 2020. La structure porteuse de l'élaboration et de la mise en œuvre est le syndicat mixte Escaut et Affluents (SyMEA).
La qualité des cours d'eau peut être consultée sur un site dédié géré par les agences de l'eau et l'Agence française pour la biodiversité.

### Climat
Pour des articles plus généraux, voir Climat des Hauts-de-France et Climat du Pas-de-Calais.
En 2010, le climat de la commune est de type climat océanique dégradé des plaines du Centre et du Nord, selon une étude du CNRS s'appuyant sur une série de données couvrant la période 1971-2000. En 2020, Météo-France publie une typologie des climats de la France métropolitaine dans laquelle la commune est exposée à un climat océanique et est dans la région climatique Nord-est du bassin Parisien, caractérisée par un ensoleillement médiocre, une pluviométrie moyenne régulièrement répartie au cours de l'année et un hiver froid (3 °C).
Pour la période 1971-2000, la température annuelle moyenne est de 9,7 °C, avec une amplitude thermique annuelle de 14,8 °C. Le cumul annuel moyen de précipitations est de 823 mm, avec 12,6 jours de précipitations en janvier et 9,4 jours en juillet. Pour la période 1991-2020, la température moyenne annuelle observée sur la station météorologique la plus proche, située sur la commune de Saulty à 15 km à vol d'oiseau, est de 10,4 °C et le cumul annuel moyen de précipitations est de 899,7 mm,. Pour l'avenir, les paramètres climatiques de la commune estimés pour 2050 selon différents scénarios d'émission de gaz à effet de serre sont consultables sur un site dédié publié par Météo-France en novembre 2022.

### Paysages
Pour un article plus général, voir Paysage en France.
La commune s'inscrit dans les « paysages des grandes plaines arrageoises et cambrésiennes » tels qu'ils sont définis dans l'atlas de paysages de la région Nord-Pas-de-Calais, conçu par la direction régionale de l'Environnement, de l'Aménagement et du Logement (DREAL),.
Ces « paysages des grandes plaines arrageoises et cambrésiennes », qui concernent 238 communes, sont constitués de 80,36 % de cultures, de 8,01 % d'espaces artificialisés avec les communes principales de Cambrai, Caudry, Bapaume et Avesnes-le-Comte, de 7,25 % de prairies naturelles, permanentes, de 3,19 % de forêts et de milieux semi-naturels, 0,77 % de friches industrielles, de 0,38 % de cours d'eau et plan d'eau et de 0,04 % d’espaces industriels. Ces paysages sont dominés par les « grandes cultures » de céréales et de betteraves industrielles qui représentent 70 % de la surface agricole utilisée (SAU).

## Urbanisme

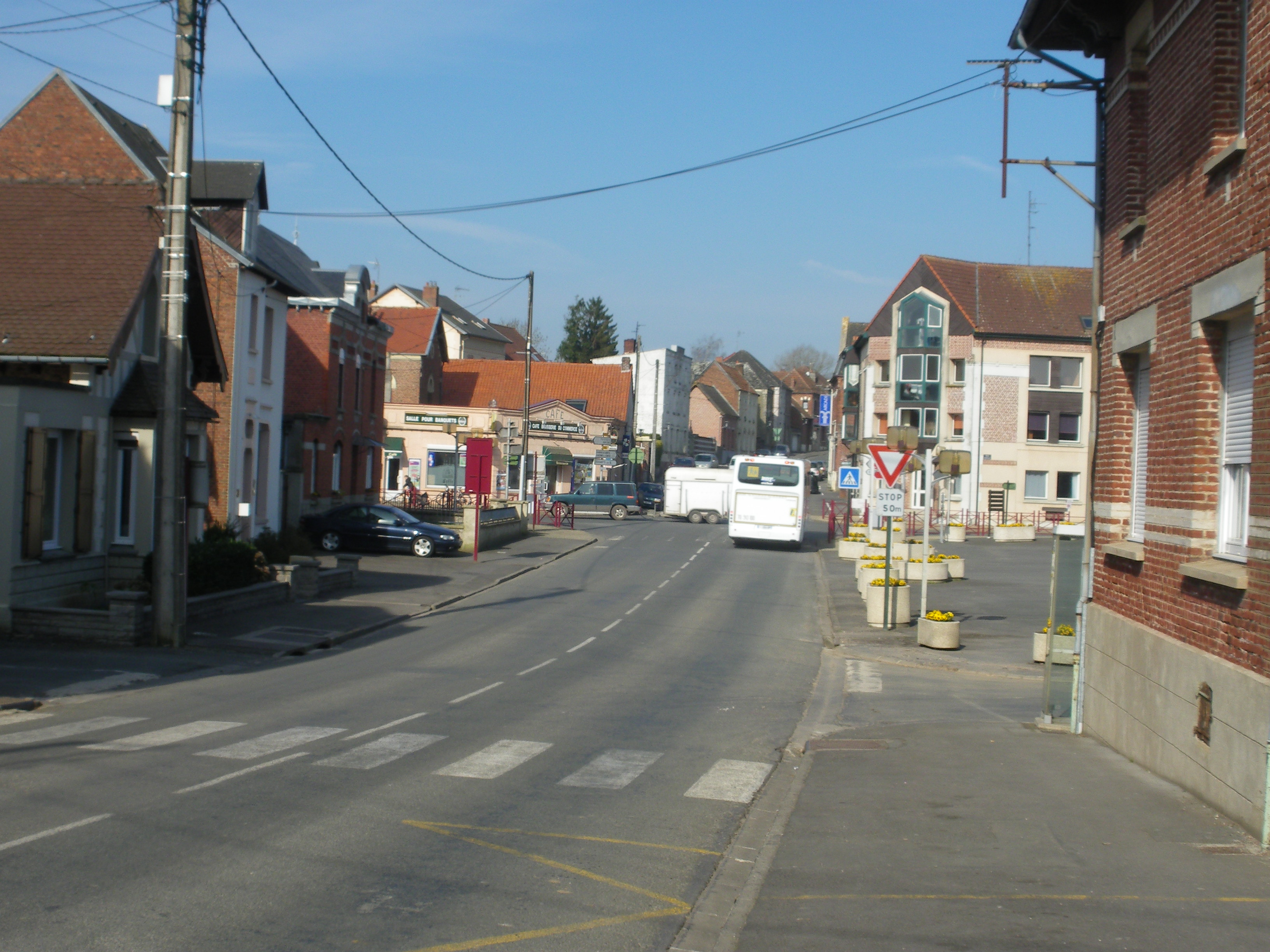
La rue d'en Haut.

### Typologie
Au 1er janvier 2024, Bucquoy est catégorisée bourg rural, selon la nouvelle grille communale de densité à sept niveaux définie par l'Insee en 2022.
Elle est située hors unité urbaine. Par ailleurs la commune fait partie de l'aire d'attraction d'Arras, dont elle est une commune de la couronne,. Cette aire, qui regroupe 163 communes, est catégorisée dans les aires de 50 000 à moins de 200 000 habitants,.

### Occupation des sols
L'occupation des sols de la commune, telle qu'elle ressort de la base de données européenne d'occupation biophysique des sols Corine Land Cover (CLC), est marquée par l'importance des territoires agricoles (95 % en 2018), une proportion sensiblement équivalente à celle de 1990 (95,4 %). La répartition détaillée en 2018 est la suivante : 
terres arables (89,9 %), prairies (3,6 %), zones urbanisées (3,3 %), forêts (1,7 %), zones agricoles hétérogènes (1,5 %). L'évolution de l'occupation des sols de la commune et de ses infrastructures peut être observée sur les différentes représentations cartographiques du territoire : la carte de Cassini (XVIIIe siècle), la carte d'état-major (1820-1866) et les cartes ou photos aériennes de l'IGN pour la période actuelle (1950 à aujourd'hui).

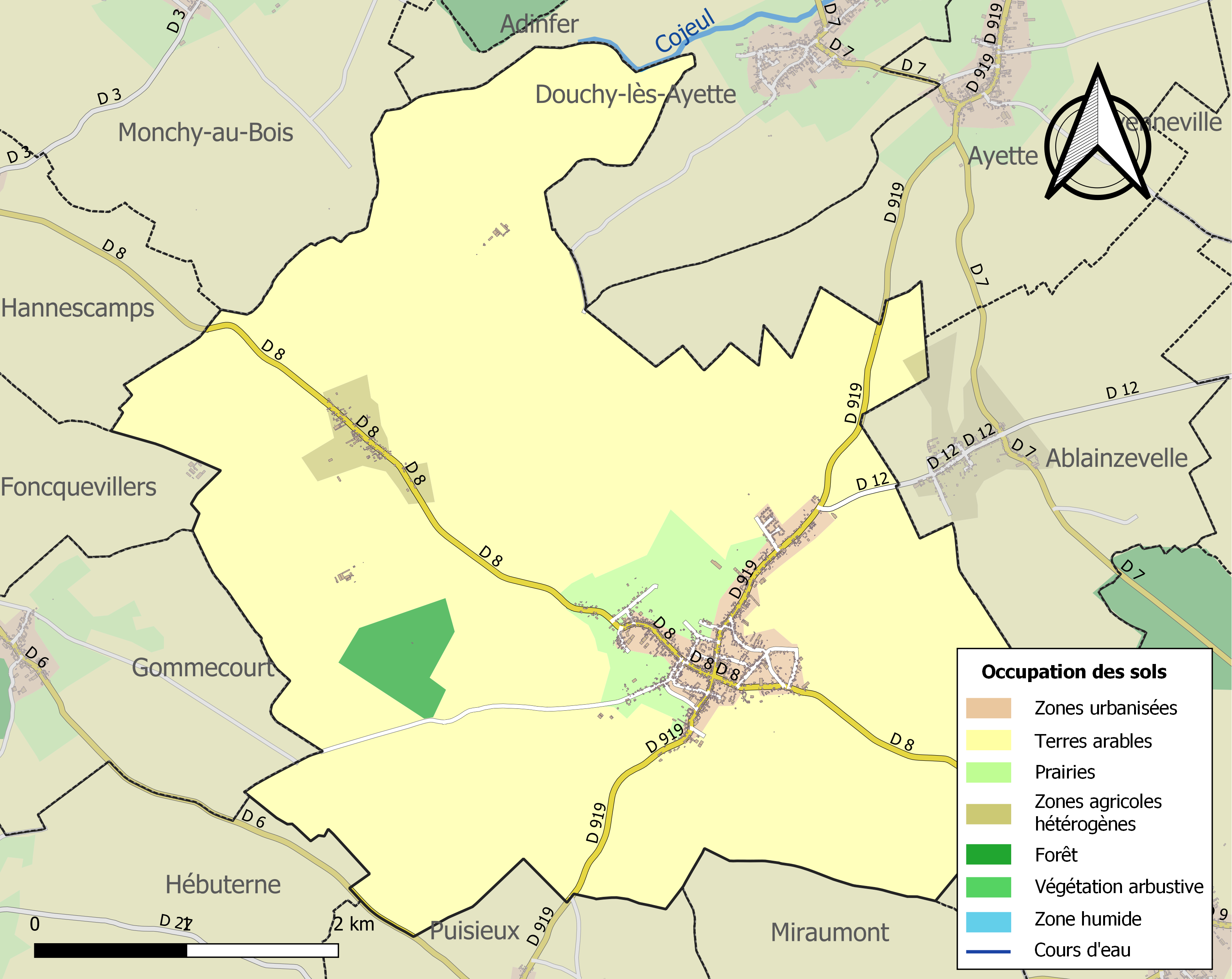
Carte des infrastructures et de l'occupation des sols de la commune en 2018 (CLC).

### Voies de communication et transports

#### Voies de communication
La commune est desservie par les routes départementales D 8 et la D 919. Elle est située à 12 km de la D 929 reliant Bapaume à Amiens et à 15 km de la sortie no 14 de l'autoroute A1 reliant Paris à Lille.

#### Transport ferroviaire
La commune se trouve à 6 km de la gare d'Achiet, située sur la ligne de Paris-Nord à Lille, desservie par des trains régionaux du réseau TER Hauts-de-France et à 18 km de la gare d'Arras, également située sur la ligne de Paris-Nord à Lille, desservie par des TGV inOui et des trains régionaux du réseau TER Hauts-de-France.

## Toponymie

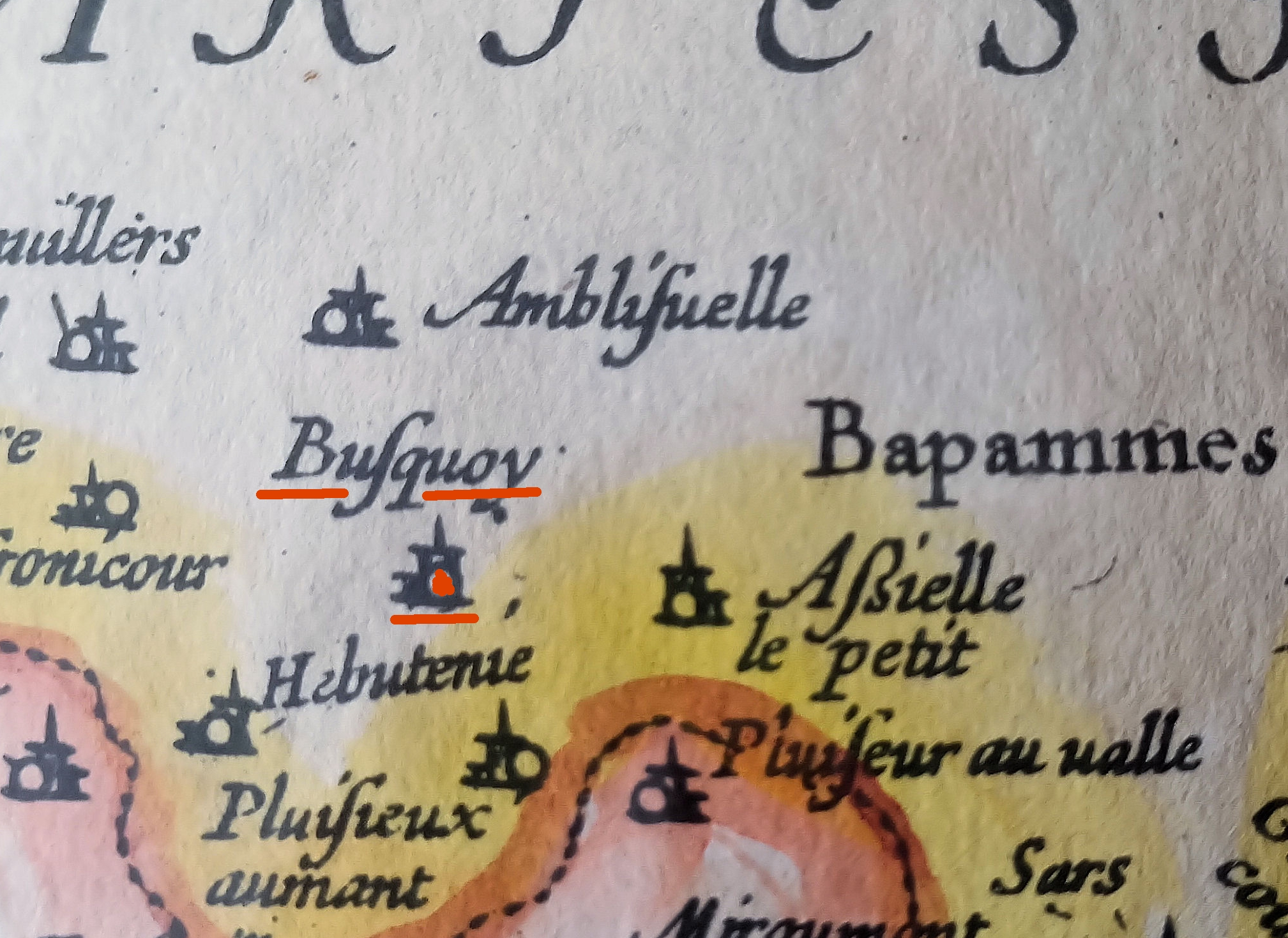
Sur une carte de la Picardie de 1620, Bucquoy s'écrivait Busquoy.

Le nom de la localité est attesté sous les formes Buschoy en 1072 ; Buscoit de 1141 à 1150 ; Boscoi en 1150 ; Buscoi, Bucsoi et Buscu en 1172 ; Buscoium en 1212 ; Buschoy en 1272 ; Buskoi et Buketum au XIIIe siècle ; Buscoy en 1300 ; Buisquoy en 1469 ; Le Bucquoy en 1570 ; Buquoyes en 1681 ; Buquoy en 1762, Bacquoy en 1793 et Bucquoy depuis 1801.
D'un nom germanique Busku, signifiant fourré, terrain couvert de buissons, suivi du suffixe romain -etum « ensemble de fourrés ».
Buschwerkstei et Bukkooi en flamand.

## Histoire
Bucquoy relevait dans le passé du comté de Saint-Pol-sur-Ternoise. Son plus ancien seigneur est Ellebord en 1070.
Le seigneur de Bucquoy est un des pairs (principaux barons) du comté de Saint-Pol.
Charles Antoine Delattre d'Ayette, comte de Neuville, d'Ayette et Seninghem, marquis de Sainte-Marie, baron de Bayenghem, seigneur de Bucquoy, et d'Ouchy en partie, de Liévin, des deux Beaussart, Waltencheux, etc décède en 1789. Il possédait un fief dans la châtellenie de Bourbourg

### Guerre franco-allemande de 1870
La commune est le théâtre d'opération de la bataille de Bapaume durant la guerre franco-allemande de 1870.

### Première Guerre mondiale
La commune est décorée de la croix de guerre 1914-1918 par décret du 23 septembre 1920, distinction également attribuée à 276 autres communes du Pas-de-Calais.

Les destructions dans la commune en mars-avril 1917 et 1918
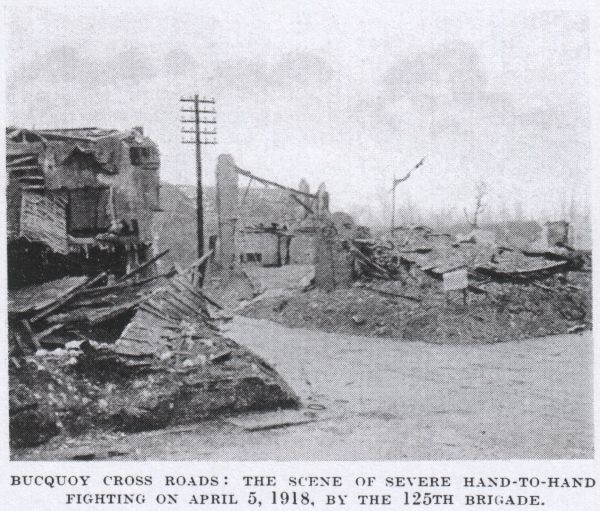
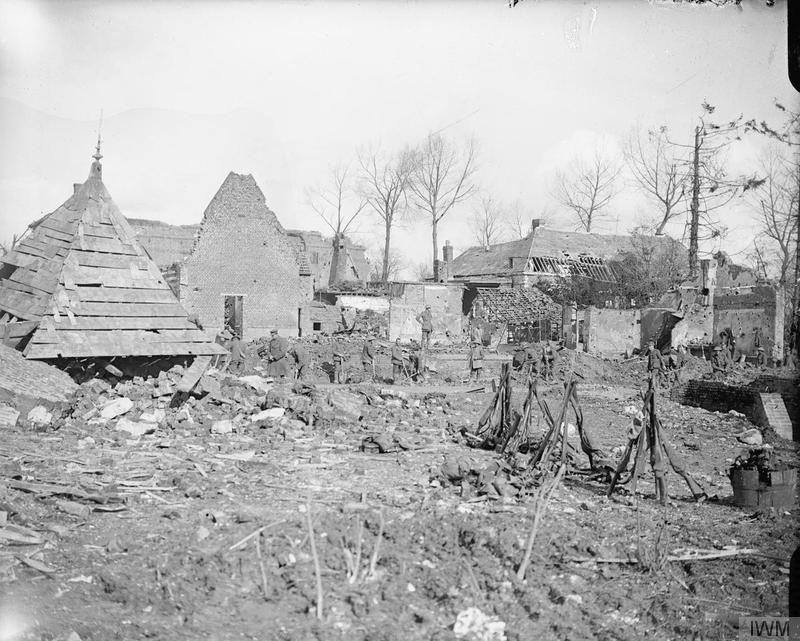
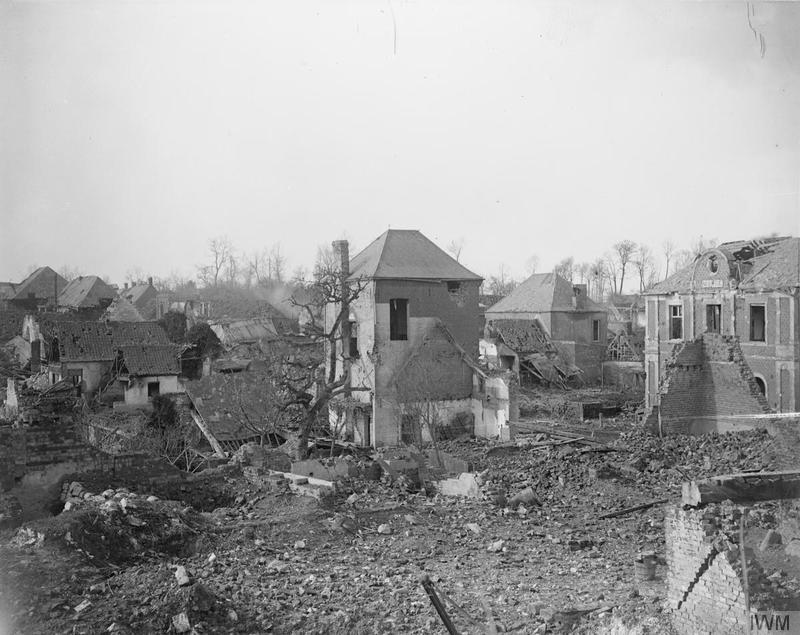
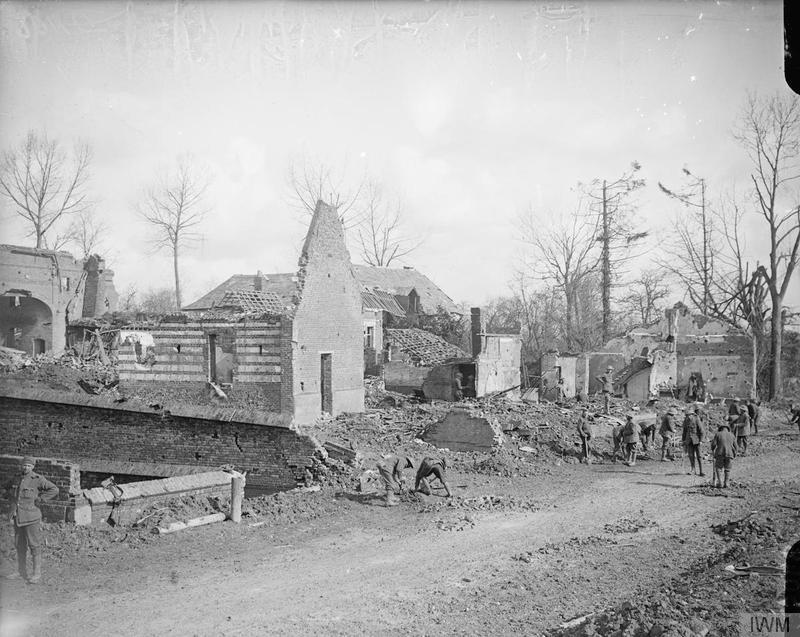
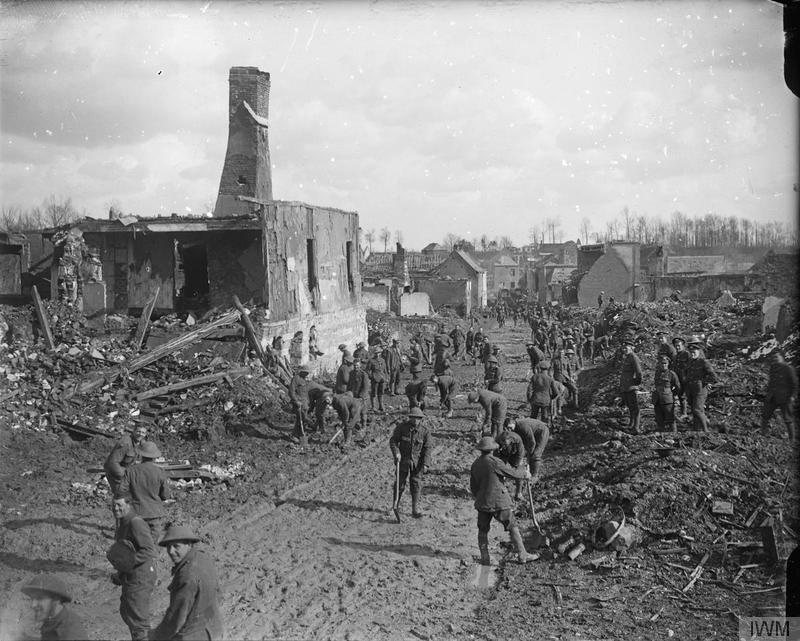

### Seconde Guerre mondiale

L'armée britannique à Bucquoy en janvier 1940
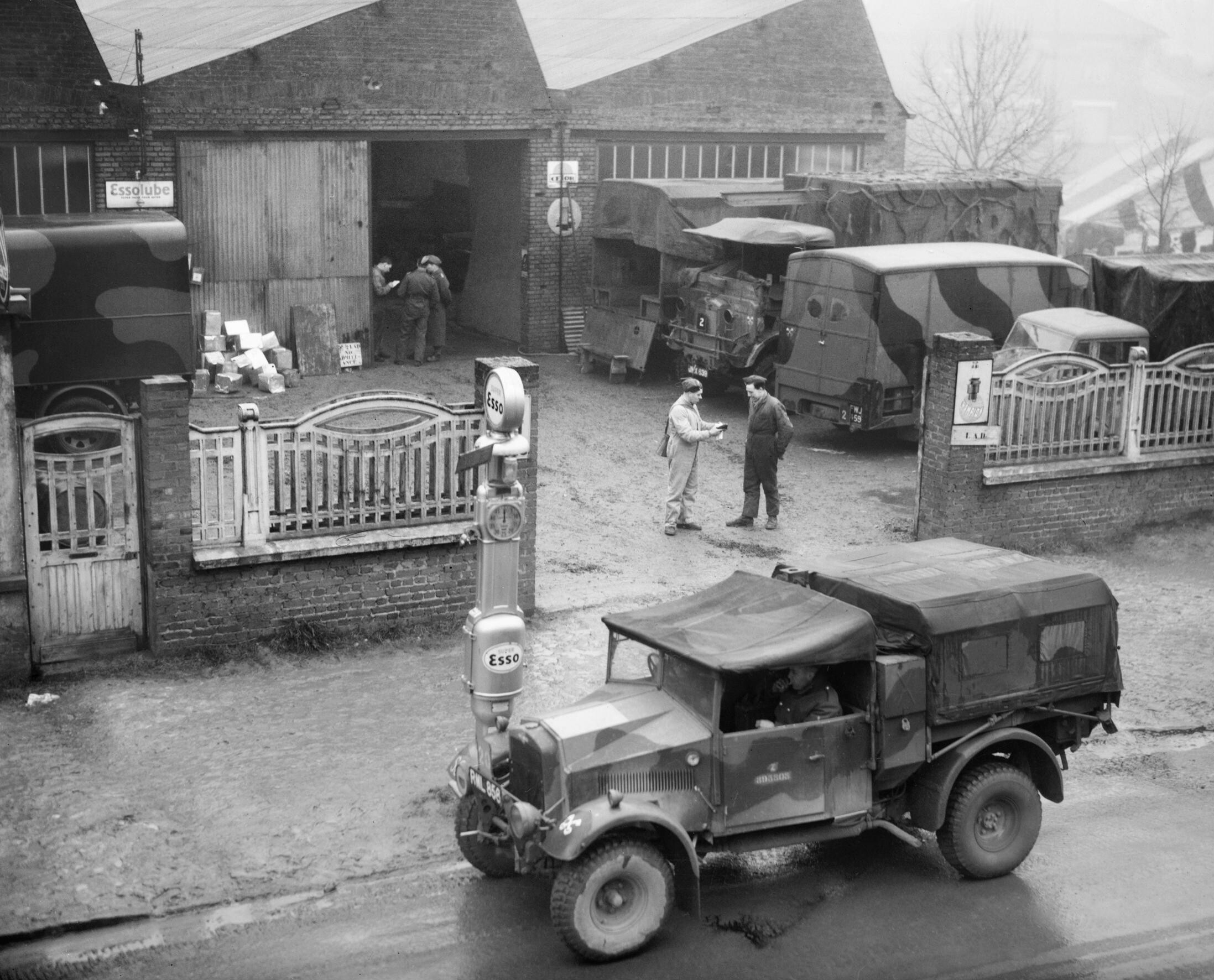
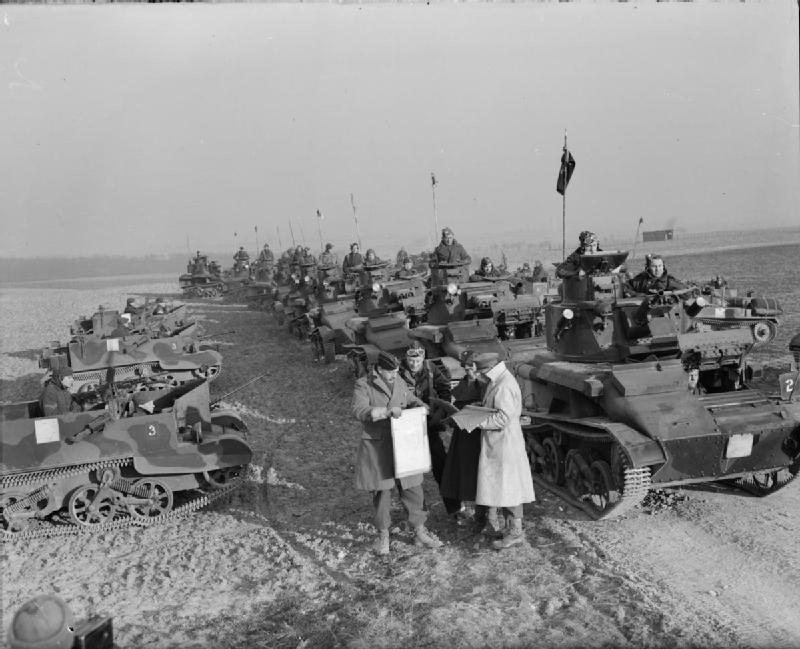
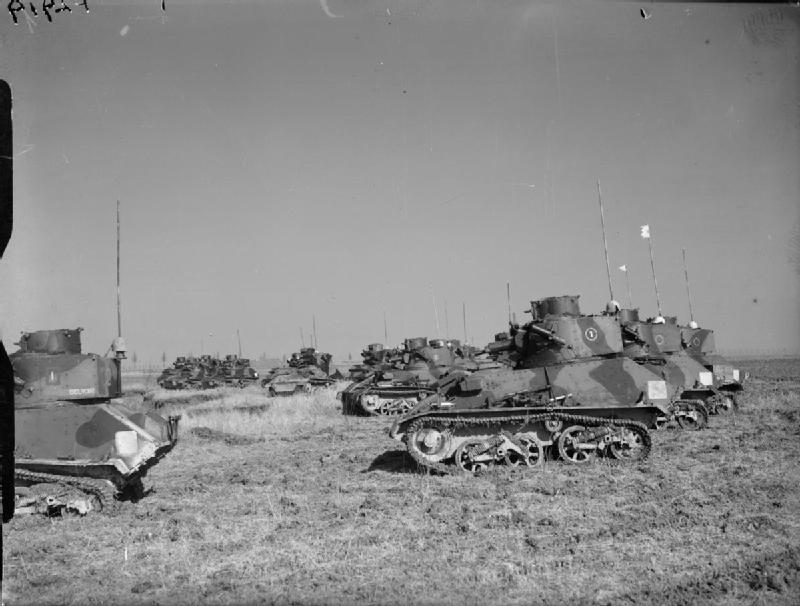

## Politique et administration

### Découpage territorial
La commune se trouve dans l'arrondissement d'Arras du département du Pas-de-Calais, depuis 1801.

#### Commune et intercommunalités
La commune est membre de la communauté de communes du Sud-Artois qui regroupe 64 communes et compte 27 059 habitants en 2021.

#### Circonscriptions administratives
La commune est rattachée au canton de Croisilles de 1801 à 2013, pui, depuis 2014, au canton de Bapaume.

#### Circonscriptions électorales
Pour l'élection des députés, la commune fait partie de la première circonscription du Pas-de-Calais.

### Élections municipales et communautaires

#### Liste des maires
| Période                                  | Période                    | Identité           | Étiquette | Qualité                         |
| ---------------------------------------- | -------------------------- | ------------------ | --------- | ------------------------------- |
| Les données manquantes sont à compléter. |                            |                    |           |                                 |
|                                          |                            | Aubert Colle       |           |                                 |
| 1977                                     | 1985                       | Joseph Mulliez     |           |                                 |
| octobre 1985                             | 1989                       | Georges Guilbert   |           |                                 |
| mars 1983                                | 2008                       | Claude Vaquette    |           |                                 |
| mars 2008                                | 2020                       | Pierre Colle       |           | Réélu pour le mandat 2014-2020, |
| 26 mai 2020                              | février 2025               | Anne-Marie Barbier |           | Professeur des écoles,          |
| mars 2025                                | En cours (au 17 mars 2025) | Eugène Delambre    |           | Ancien exploitant agricole      |

## Équipements et services publics

### Justice, sécurité, secours et défense
La commune dépend du tribunal judiciaire d'Arras, du conseil de prud'hommes d'Arras, de la cour d'appel de Douai, du tribunal de commerce d'Arras, du tribunal administratif de Lille, de la cour administrative d'appel de Douai et du tribunal pour enfants d'Arras.

## Population et société

### Démographie
Les habitants de la commune sont appelés les Bucquoysiens.

#### Évolution démographique
L'évolution du nombre d'habitants est connue à travers les recensements de la population effectués dans la commune depuis 1793. Pour les communes de moins de 10 000 habitants, une enquête de recensement portant sur toute la population est réalisée tous les cinq ans, les populations de référence des années intermédiaires étant quant à elles estimées par interpolation ou extrapolation. Pour la commune, le premier recensement exhaustif entrant dans le cadre du nouveau dispositif a été réalisé en 2006.

En 2022, la commune comptait 1 506 habitants, en évolution de +2,66 % par rapport à 2016 (Pas-de-Calais : −0,72 %, France hors Mayotte : +2,11 %).
| 1793  | 1800  | 1806  | 1821  | 1831  | 1836  | 1841  | 1846  | 1851  |
| ----- | ----- | ----- | ----- | ----- | ----- | ----- | ----- | ----- |
| 1 480 | 1 480 | 1 584 | 1 600 | 1 572 | 1 583 | 1 665 | 1 797 | 1 810 |

| 1856  | 1861  | 1866  | 1872  | 1876  | 1881  | 1886  | 1891  | 1896  |
| ----- | ----- | ----- | ----- | ----- | ----- | ----- | ----- | ----- |
| 1 720 | 1 761 | 1 854 | 2 012 | 2 090 | 2 156 | 2 147 | 2 174 | 2 183 |

| 1901  | 1906  | 1911  | 1921  | 1926  | 1931  | 1936  | 1946  | 1954  |
| ----- | ----- | ----- | ----- | ----- | ----- | ----- | ----- | ----- |
| 2 140 | 2 113 | 2 079 | 1 107 | 1 525 | 1 500 | 1 547 | 1 493 | 1 452 |

| 1962  | 1968  | 1975  | 1982  | 1990  | 1999  | 2006  | 2011  | 2016  |
| ----- | ----- | ----- | ----- | ----- | ----- | ----- | ----- | ----- |
| 1 368 | 1 344 | 1 307 | 1 253 | 1 243 | 1 218 | 1 382 | 1 514 | 1 467 |

| 2021  | 2022  | - | - | - | - | - | - | - |
| ----- | ----- | - | - | - | - | - | - | - |
| 1 480 | 1 506 | - | - | - | - | - | - | - |

#### Pyramide des âges
La population de la commune est relativement jeune.
En 2018, le taux de personnes d'un âge inférieur à 30 ans s'élève à 39,6 %, soit au-dessus de la moyenne départementale (36,7 %). À l'inverse, le taux de personnes d'âge supérieur à 60 ans est de 22,3 % la même année, alors qu'il est de 24,9 % au niveau départemental.
En 2018, la commune comptait 702 hommes pour 755 femmes, soit un taux de 51,82 % de femmes, légèrement supérieur au taux départemental (51,5 %).
Les pyramides des âges de la commune et du département s'établissent comme suit.
| Hommes | Classe d’âge | Femmes |
| ------ | ------------ | ------ |
| 0,7    | 90 ou +      | 1,6    |
| 6,7    | 75-89 ans    | 7,9    |
| 13,3   | 60-74 ans    | 14,3   |
| 21,3   | 45-59 ans    | 19,3   |
| 17,2   | 30-44 ans    | 18,4   |
| 18,8   | 15-29 ans    | 18,2   |
| 22,0   | 0-14 ans     | 20,3   |

| Hommes | Classe d’âge | Femmes |
| ------ | ------------ | ------ |
| 0,5    | 90 ou +      | 1,6    |
| 5,6    | 75-89 ans    | 8,9    |
| 16,7   | 60-74 ans    | 18,1   |
| 20,2   | 45-59 ans    | 19,2   |
| 18,9   | 30-44 ans    | 18,1   |
| 18,2   | 15-29 ans    | 16,2   |
| 19,9   | 0-14 ans     | 17,9   |

## Culture locale et patrimoine

### Lieux et monuments
- L'église Saint-Pierre.
- Le monument aux morts[40].
- La plaque à la mémoire de commandant Louis-François Marcot, tué aux combats d'Essarts le 4 octobre 1914[41].
- Quatre cimetières militaires britanniques, de la Première Guerre mondiale, se trouvent sur la commune :
  - Le Bucquoy Communal Cemetery Extension situé à l'arrière du cimetière communal.
  - Le Queens Cemetery (Bucquoy).
  - Le cimetière Shrine Cemetery sur la route d'Hannescamps.
  - Le cimetière militaire de la ferme de Quesnoy.

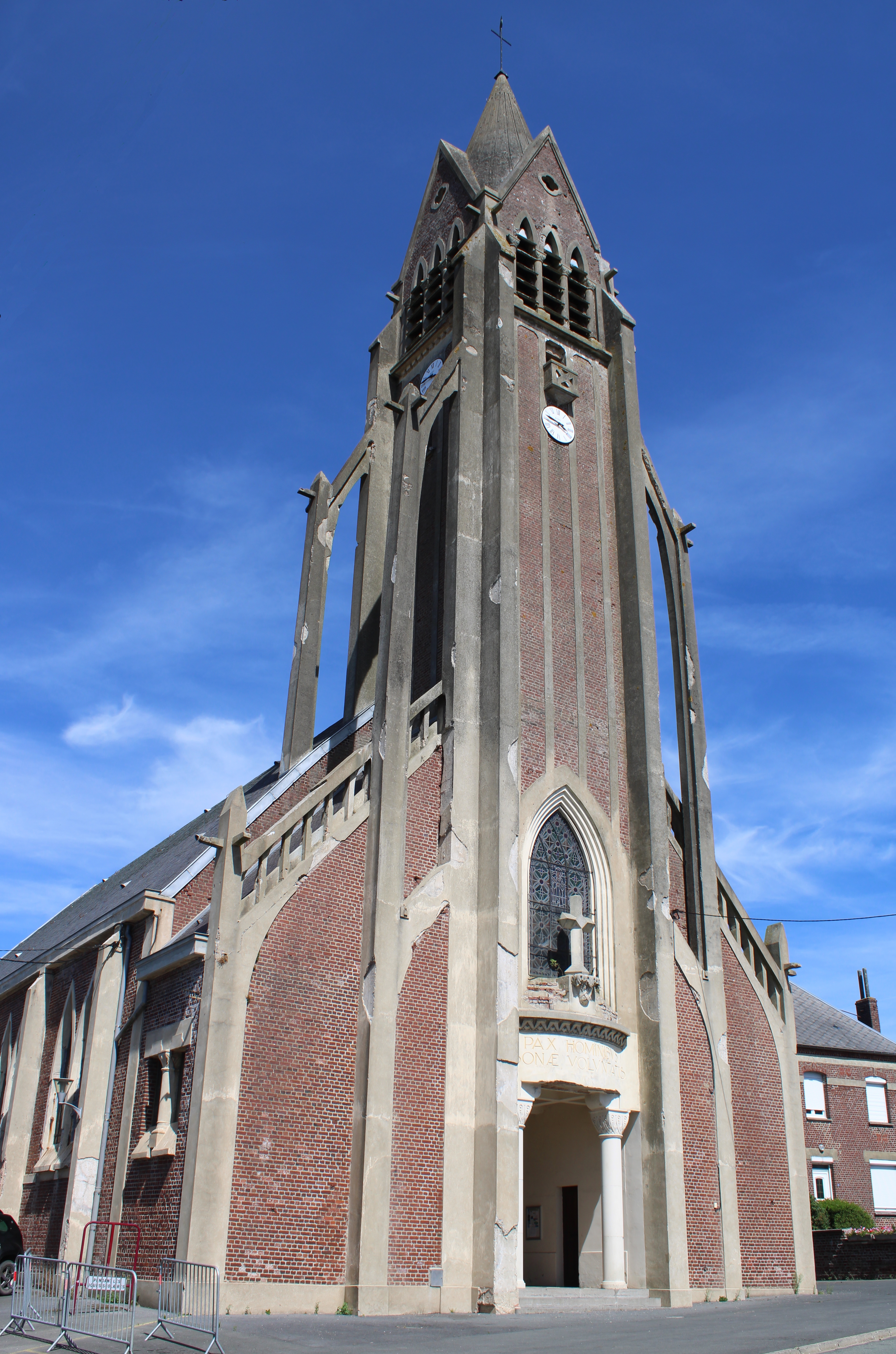
L'église Saint-Pierre.
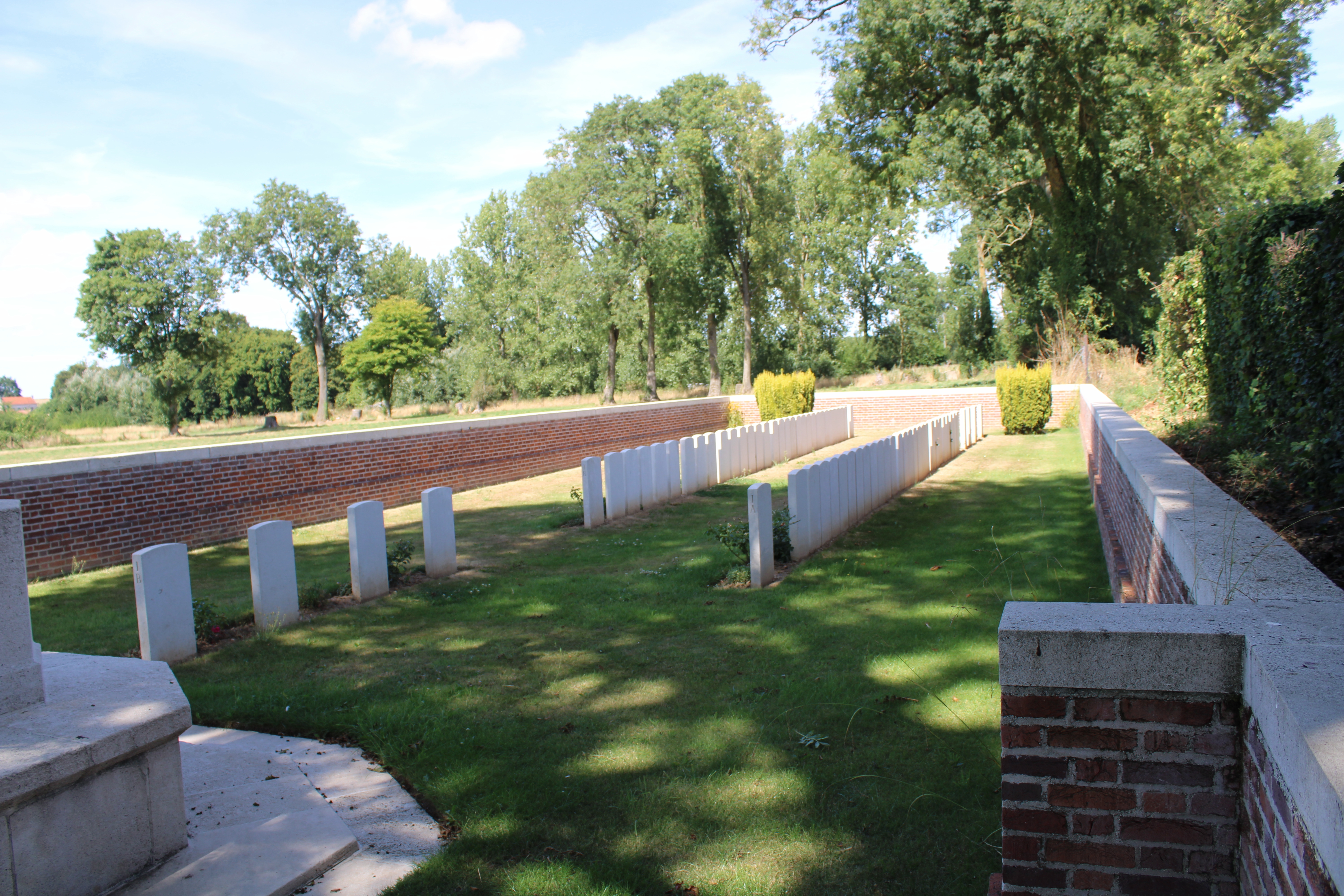
Bucquoy Communal Cemetery Extension.
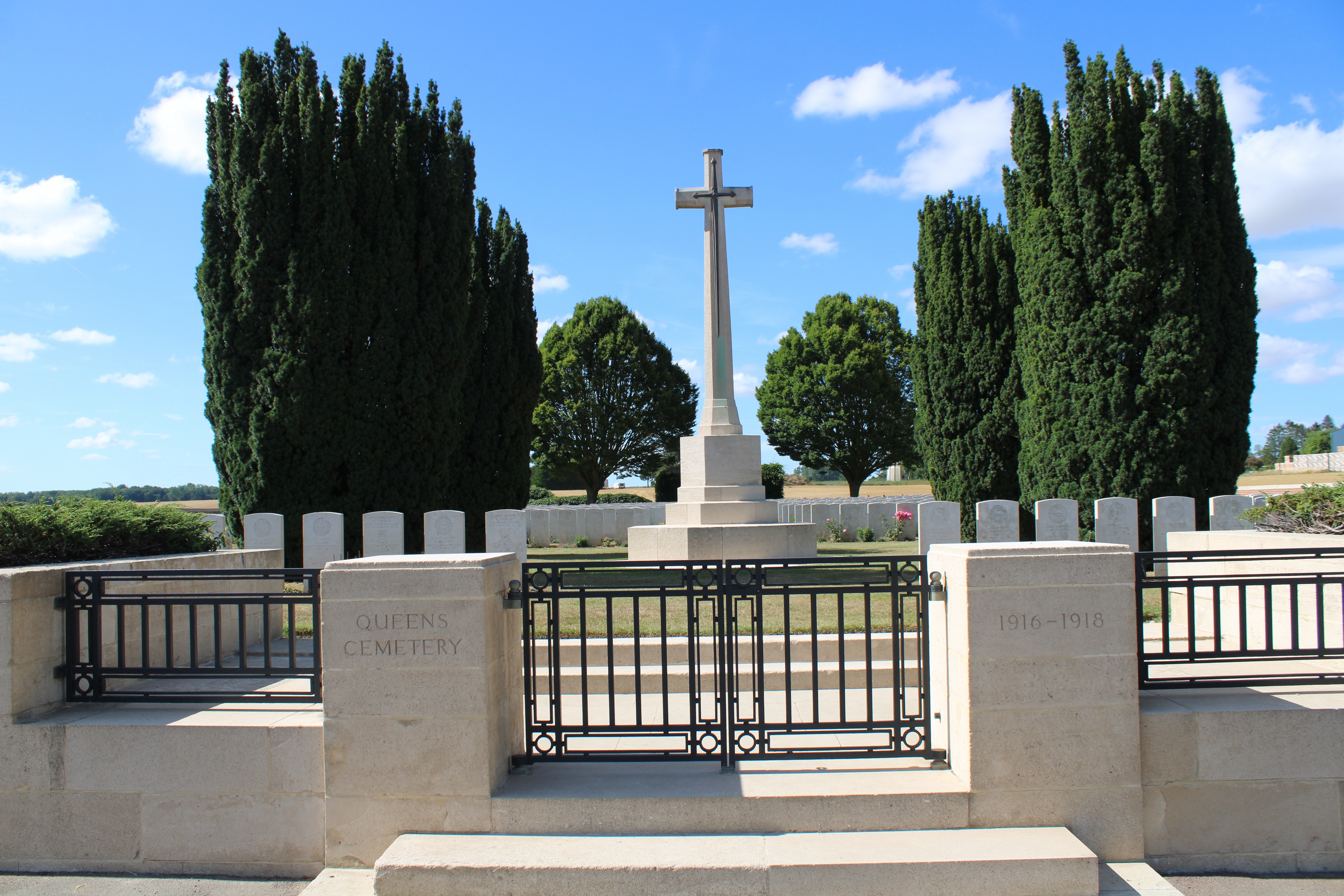
Queens Cemetery Bucquoy.
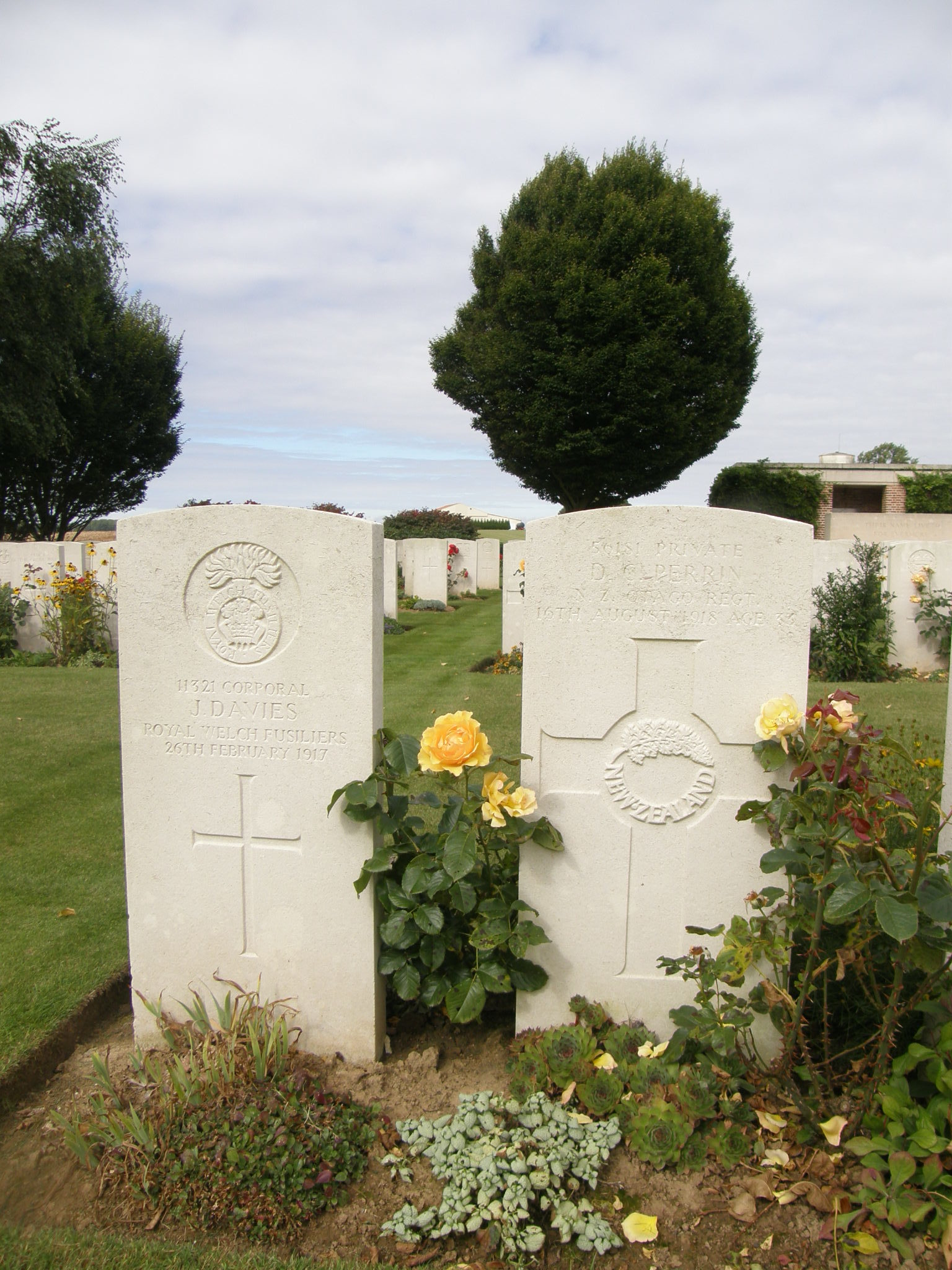
Le Queens Cemetery.
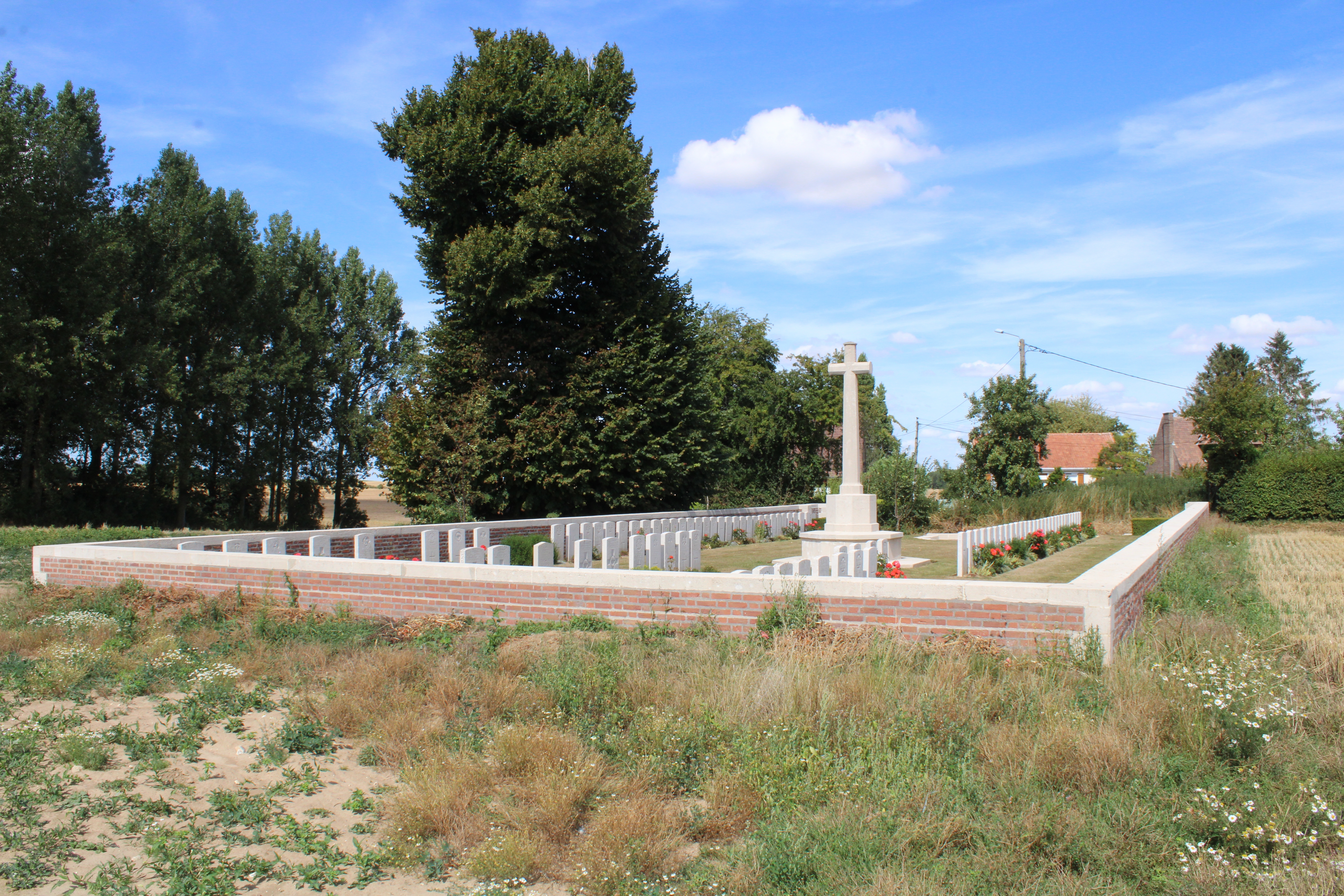
Bucquoy Shrine Cemetery.
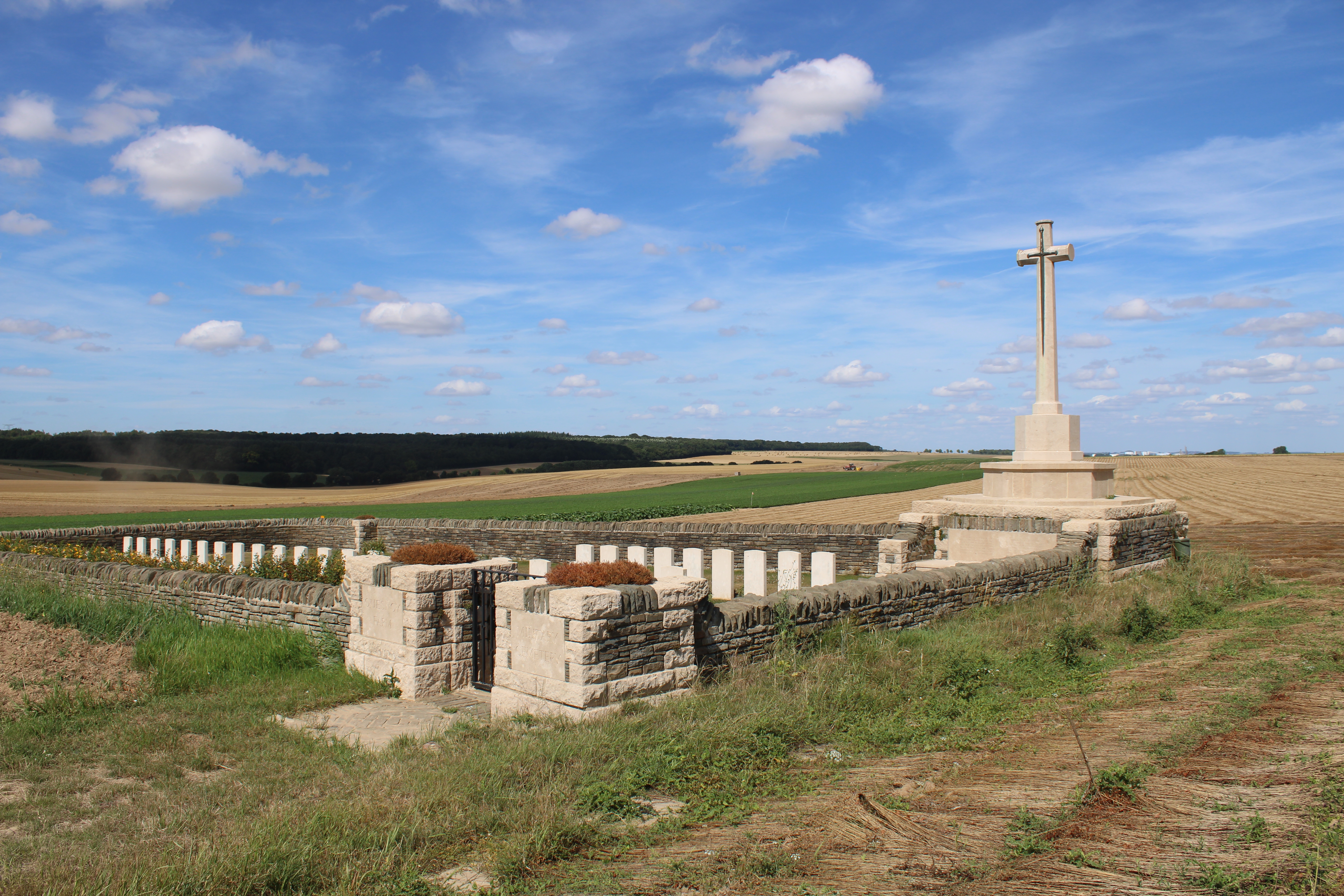
Quesnoy Farm Military Cemetery.

### La commune dans la culture
Les violents combats qui ont eu lieu dans la zone de Bucquoy, lors de la Première Guerre mondiale, ont été décrits par l'écrivain allemand Ernst Jünger, notamment dans Le Boqueteau 125  et dans Orages d'acier (Christian Bourgois Éditeur).

### Personnalités liées à la commune
- Charles-Bonaventure de Longueval, comte de Bucquoy (1571-1621), dit Bucquoy.
- Charles-Albert de Longueval (1607-1663), 3e comte de Bucquoy.
- Louis François Marcot (1845-1914), officier général, tué au combat à Essarts-les-Bucquoy.
- Percy Clive (1873-1918), militaire et homme politique britannique, tué au combat à Bucquoy.

### Héraldique
| Blason de Bucquoy | Blason  | De vair en bande à deux bandes de gueules chargée chacune en son cœur d'un dragon d'or posé à plomb. Ornements extérieursCroix de guerre 1914-1918 |
| Blason de Bucquoy | Détails | Adopté par la municipalité en 1992. |

## Pour approfondir